# Trintelhaven
De Trintelhaven is een werkhaven van Rijkswaterstaat en kan gebruikt worden als vluchthaven aan de Houtribdijk aan de kant van het IJsselmeer. 
Het ligt ongeveer halverwege de dijk tussen Lelystad en Enkhuizen. Er is een restaurant, en een zendmast van NOVEC B.V. 
Aan de zuidkant van de Houtribdijk en richting Enkhuizen is vanaf deze plek het natuurgebied Trintelzand in ontwikkeling.